# SV ASA Atsch
Der SV ASA Atsch (offiziell: Spielverein ASA Atsch e.V.) ist ein Sportverein aus dem Stolberger Stadtteil Atsch in der Städteregion Aachen. Die erste Fußballmannschaft nahm einmal am Tschammerpokal, dem Vorläufer des DFB-Pokals teil.

## Geschichte
Der Verein wurde im Jahre 1919 als Spielverein Atsch gegründet. Im Jahre 1935 fusionierte der Verein mit der Betriebssportgruppe der Aktien-Spinnerei-Aachen zum SV ASA Atsch. Nach wenigen Jahren wurde der Name in SV Viktoria Atsch geändert, bevor der Verein 1953 zum heutigen Namen zurückkehrte. Gelegentlich wird der Verein auch als SV ASA Stolberg-Atsch bezeichnet.
Im Jahre 1936 qualifizierten sich die Atscher für den Tschammerpokal und musste in der ersten Runde bei Rot-Weiß Oberhausen antreten. Die Oberhausener konnten das Spiel deutlich mit 7:0 gewinnen. Nach Kriegsende gelang den Atschern 1949 der Aufstieg in die Bezirksklasse, aus der die Mannschaft drei Jahre später wieder abstieg. In den folgenden Jahrzehnten kam die Mannschaft nicht mehr über lokale Spielklassen hinaus und stürzte bis in die unterste Spielklasse, der Kreisliga C, hinab. Seit dem Aufstieg im Jahre 2009 spielten die Atscher bis 2016 in der Kreisliga B und seitdem in der D-Liga. 